# (N)iemand wint
(N)iemand wint is het derde album uitgebracht door Drukwerk in 1983.
Het album stond in 1983 in Nederland 15 weken in de albumchart, met als hoogste resultaat nummer 22.
Er zijn drie singles uitgebracht van dit album: "Onder Mijn Dak (singleversie)", Hee Amsterdam (6 weken in de Nederlandse Top 40, hoogste positie nr. 15) en Lijn 10. De laatste bereikte alleen de tipparade.

## Tracklist
| Track | Titel                              | Tijdsduur | Componist(en)                                                |
| ----- | ---------------------------------- | --------- | ------------------------------------------------------------ |
| 1.    | Lijn 10                            | 3:58      | Hans van de Berg                                             |
| 2.    | Je kunt me wel raken               | 3:55      | Harry Slinger en Hans van de Berg                            |
| 3.    | Eddy                               | 3:20      | Nico van Apeldoorn en Casper Peterson                        |
| 4.    | Bezuinigen                         | 3:22      | Harry Slinger en Peter Zwerus                                |
| 5.    | Simpel                             | 3:18      | Jan Offenberg                                                |
| 6.    | Hee Amsterdam                      | 4:50      | Nico van Apeldoorn en Casper Peterson                        |
| 7.    | Ik wil niet meer terug             | 3:23      | Hans van de Berg                                             |
| 8.    | Onder mijn dak                     | 4:00      | Harry Slinger en Ton Coster                                  |
| 9.    | Cel bij nacht                      | 3:43      | Jan de Greef, Adrie Benschop, Hans van de Berg en Ton Coster |
| 10.   | 'n Weekend                         | 3:34      | Harry Slinger en Ton Coster                                  |
| 11.   | Zilver                             | 2:42      | Harry Slinger en Hans van de Berg                            |
| 12.   | Niemand wint (I shall be released) | 4:12      | Bob Dylan tekstschrijver: Harry Slinger                      |

### Hitnotering

#### NederlandseAlbum Top 100
| Hitnotering: 29-10-1983 t/m 11-02-1984 | Hitnotering: 29-10-1983 t/m 11-02-1984 | Hitnotering: 29-10-1983 t/m 11-02-1984 | Hitnotering: 29-10-1983 t/m 11-02-1984 | Hitnotering: 29-10-1983 t/m 11-02-1984 | Hitnotering: 29-10-1983 t/m 11-02-1984 | Hitnotering: 29-10-1983 t/m 11-02-1984 | Hitnotering: 29-10-1983 t/m 11-02-1984 | Hitnotering: 29-10-1983 t/m 11-02-1984 | Hitnotering: 29-10-1983 t/m 11-02-1984 | Hitnotering: 29-10-1983 t/m 11-02-1984 | Hitnotering: 29-10-1983 t/m 11-02-1984 | Hitnotering: 29-10-1983 t/m 11-02-1984 | Hitnotering: 29-10-1983 t/m 11-02-1984 | Hitnotering: 29-10-1983 t/m 11-02-1984 | Hitnotering: 29-10-1983 t/m 11-02-1984 | Hitnotering: 29-10-1983 t/m 11-02-1984 |
| Week:                                  | 1                                      | 2                                      | 3                                      | 4                                      | 5                                      | 6                                      | 7                                      | 8                                      | 9                                      | 10                                     | 11                                     | 12                                     | 13                                     | 14                                     | 15                                     |                                        |
| -------------------------------------- | -------------------------------------- | -------------------------------------- | -------------------------------------- | -------------------------------------- | -------------------------------------- | -------------------------------------- | -------------------------------------- | -------------------------------------- | -------------------------------------- | -------------------------------------- | -------------------------------------- | -------------------------------------- | -------------------------------------- | -------------------------------------- | -------------------------------------- | -------------------------------------- |
| Positie:                               | 47                                     | 45                                     | 35                                     | 35                                     | 39                                     | 33                                     | 36                                     | 28                                     | 29                                     | 25                                     | 22                                     | 23                                     | 23                                     | 30                                     | 43                                     | uit                                    |